# Melora (Star Trek: Deep Space Nine)
"Melora" és el sisè episodi de la segona temporada de la sèrie de televisió de ciència-ficció estatunidenca Star Trek: Deep Space Nine, el 26è de tota la sèrie. Originalment es va emetre en redifusió a partir de l'1 de novembre de 1993. L'episodi va ser dirigit per Winrich Kolbe en base a un guió d'Evan Carlos Somers.
Ambientada al segle XXIV, la sèrie segueix les aventures a Espai Profund 9, una estació espacial situada prop d'un forat de cuc estable entre els Quadrants Alfa i Gamma de la Via Làctia, prop del planeta Bajor, mentre els bajorans es recuperen d'una brutal ocupació de dècades pels imperialistes cardassians. En aquest episodi, una jove oficial d'un planeta de baixa gravetat és assignada a DS9; el Dr. Julian Bashir l'ajuda a adaptar-se a la gravetat normal de l'estació.

## Argument
L'oficial de la Flota Estel·lar Melora Pazlar (Daphne Ashbrook), una elaysiana la fisiologia de la qual és incompatible amb la força de la gravetat artificial utilitzada a la majoria de comunitats humanoides, incloent-hi Deep Space Nine, arriba a l'estació. Ha d'utilitzar un aparell mecànic extern per existir còmodament a l'estació. A causa de la seva condició física, Melora és discutidora, fins i tot grollera, en insistir que no se li mostri cap allotjament indegut. No obstant això, el Dr. Bashir (Alexander Siddig) veu a través de les barreres de Melora i els dos comencen a tenir una relació romàntica. Mentrestant, just quan Quark (Armin Shimerman) està a punt de tancar un tracte sobre algunes relíquies històriques amb un home anomenat Ashrock (Don Stark), Fallit Kot (Peter Crombie) entra al seu bar. Els dos tenen història, amb Kot declarant a Quark que és a DS9 per liquidar certs "deutes". Tanmateix, quan el cap de seguretat Odo (René Auberjonois) l'interroga, Kot nega qualsevol mala intenció envers els ferengi.
Bashir desenvolupa un procediment mèdic que podria permetre a Melora caminar còmodament sense l'ajuda de cap dels equips que utilitza actualment. Fins i tot després de participar amb èxit en les proves de la nova tècnica d'enginyeria de Bashir, Melora té dubtes. Si segueix el procediment, ja no podrà viure en l'entorn de baixa gravetat del seu món natal. La tinent Jadzia Dax (Terry Farrell), durant una missió d'estudi amb Melora al Quadrant Gamma, compara la seva situació amb la de "La Sireneta". Kot ataca Quark a les seves estances, però Quark li ofereix 199 lingots de latinum premsat en or a canvi de la seva vida. Kot accepta el tracte i van a trobar-se amb Ashrock en una resclosa. L'acord de Quark es tanca, però Kot dispara a Ashrock i s'emporta les relíquies a més del latinum. Kot obliga els ferengi a anar amb ell, i es troben amb Melora i Dax, que tornen de la seva inspecció. Kot pren els tres com a ostatges a bord del runabout Orinoco.
El comandant Benjamin Sisko (Avery Brooks) ordena que el runabout sigui retingut en un raig tractor. Kot exigeix que siguin alliberats, disparant a Melora per demostrar el seu punt de vista. Sisko els deixa anar, però s'emporta Bashir i el cap Miles O'Brien (Colm Meaney) amb ell al runabout Rio Grande. Perseguen lOrinoco a través del forat de cuc bajorà. Kot ordena a Dax que dispari contra el "Rio Grande", però com que ella s'hi nega, s'adona que Melora no sols encara és viva, sinó que s'arrossega cap a una consola que controla la gravetat de la nau. En el seu element després de desactivar la gravetat, Melora domina Kot, que és detingut. Després de decidir finalment no seguir endavant amb el procediment de Julian, Melora i Julian gaudeixen de la serenata del xef klíngon (Ron Taylor) al restaurant on van tenir la seva primera cita.

## Actors convidats
- Daphne Ashbrook - Melora Pazlar
- Peter Crombie - Fallit Kot
- Don Stark - Ashrock
- Ron Taylor - xef klíngon

## Producció
Durant la fase de concepció de la sèrie "Star Trek: Deep Space Nine" es va considerar temporalment introduir com a personatge una oficial científica d'un entorn de baixa gravetat. Tanmateix, com que els efectes especials necessaris per a ella es van considerar massa cars, el personatge va ser substituït per Jadzia Dax. Michael Piller, però, va tenir en compte la idea i, durant la segona temporada, va sorgir l'oportunitat que el personatge, ara rebatejat com a Melora Pazlar, aparegués en un sol episodi. Evan Carlos Somers va escriure el primer esborrany del guió, que posteriorment va ser revisat en profunditat per Steven Baum, Michael Piller i James Crocker.
Les escenes de gravetat zero es van filmar estirant els actors a l'aire amb cables. Aquests cables van ser retocats digitalment del metratge.

## Recepció
Zach Handlen de The A.V. Club va qualificar l'episodi de "fàrria mediocre carregada per una estrella convidada irritant i un romanç cursi i irritant". Tot i que no va ser el pitjor episodi, es va queixar que era "molest d'una manera avorrida".
Keith R. A. DeCandido de Tor.com li va donar un tres sobre deu. Va trobar que Siddig El Fadil i Daphne Ashbrook tenien bona química, i que Ashbrook també va interpretar bé la Melora Pazlar. En última instància, però, el seu personatge estava molt mal escrit i era difícil d'agradar. Ella emfatitza repetidament que no vol un tracte especial, però en última instància espera exactament això qüestionant constantment les ordres dels seus superiors. DeCandido també va trobar la subtrama de Quark força feble.

## Llançaments
"Cardassians" i "Melora" es van publicar junts en una cinta, Star Trek: Deep Space Nine Vol. 13 - Cardassians/Melora.
Es va publicar en LaserDisc al Japó el 6 de juny de 1997 com a part de la col·lecció de mitja temporada 2nd Season Vol. 1, que tenia 7 discs de 12" de doble cara. Els discs tenien pistes d'àudio en anglès i japonès.
L'1 d'abril de 2003, la segona temporada de Star Trek: Deep Space Nine es va publicar en discs de vídeo DVD, amb 26 episodis en set discs.
Aquest episodi es va publicar el 2017 en DVD amb la caixa completa de la sèrie, que tenia 176 episodis en 48 discs.